# Ievgueni Ribàltxenko
Ievgueni Ribàltxenko (rus: Евгений Рыбальченко)  (Kropivnitski, 1953 - Kíiv, 27 de desembre de 1975), transliterat Ievhèn Ribàltxenko en ucraïnès i escrit sovint Eugenij Rybalchenko, fou un pilot de motocròs ucraïnès de renom internacional durant la dècada del 1970. La temporada de 1975, poc abans de morir a 22 anys, aconseguí bons resultats al Campionat del món en la categoria dels 250cc, entre ells dues victòries en Gran Premi, concretament als de Iugoslàvia (a Tržič, Eslovènia, el 8 de juny) i Suècia (a Barkarby, comtat d'Estocolm, el 10 d'agost).

## Resum biogràfic

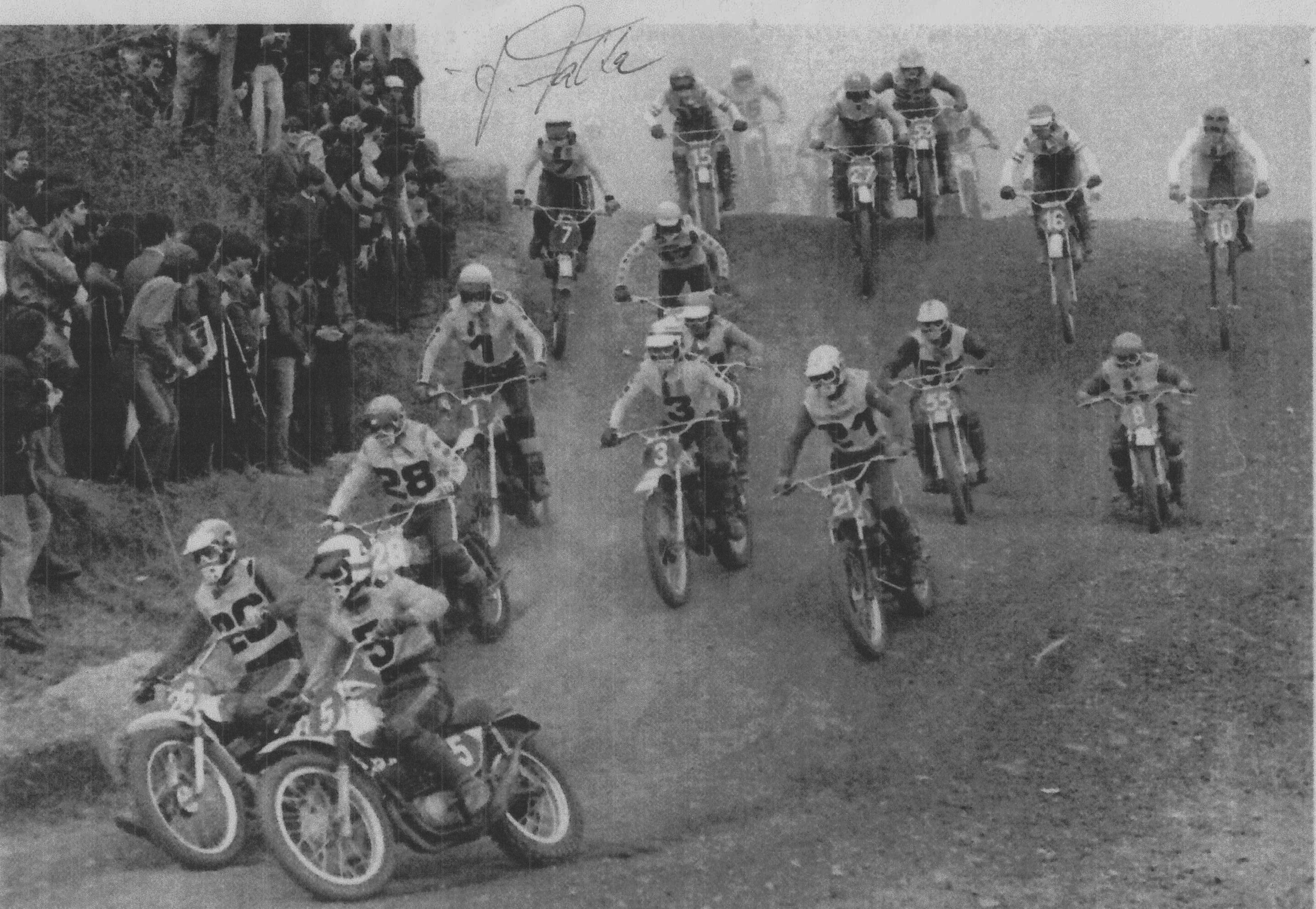
Ievgueni Ribàltxenko (n. 55) al Gran Premi d'Espanya de 1973

Conegut familiarment com a Zhenya, Ievgueni Ribàltxenko va néixer i es va criar a Kropivnitski, capital de la província de Kirovohrad (la ciutat era coneguda a l'època soviètica com a Kirovograd i després ho fou un temps com a Kirovohrad). Casa seva estava situada prop de la cruïlla dels carrers Krymskaya i Khersonskaya, no gaire lluny de la carretera de Zavadov. Fill d'un mecànic, des de la seva infantesa es va interessar per les motos. Va començar a competir-hi de ben jove, al tombant de la dècada del 1960, i aviat hi va destacar. Va guanyar els campionats juvenils de la RSSU i de l'URSS i el campionat de motocròs de la DOSAAF ("Societat de Cooperació amb l'Exèrcit, l'Aviació i la Marina", entitat esportiva paramilitar soviètica). Dedicat plenament a aquest esport, Ribàltxenko fou entrenat per Leonid Cherny, qui des de la DOSAAF de Kirovograd formà molts motociclistes d'alt nivell.
Un cop allistat a l'exèrcit, es va traslladar de Kirovograd a Kíiv, on va competir amb el SKA de Kíiv i aviat li proposaren d'unir-se a l'equip de motocròs de la Unió Soviètica, on coincidí amb pilots de la talla de Guennadi Moisséiev, Víktor Arbékov, Vladímir Kàvinov, els germans Khudiakov i altres. El 1975, després de guanyar els seus dos Grans Premis i acabar el mundial en vuitè lloc final, formà part de la selecció soviètica que acabà en cinquè lloc al Motocross des Nations de Txecoslovàquia. A finals d'any, va rebre un apartament a Kíiv i va convidar-hi els seus parents i amics de Kirovograd per a celebrar junts l'any nou. Però el 27 de desembre, tornant a casa des d'una base militar, tingué un accident de circulació i s'estavellà contra un arbre, amb resultat de mort. Fou enterrat a Kirovograd, al cementiri oriental.
Tots els trofeus, medalles i records que Ribàltxenko va aconseguir durant la seva carrera, foren lliurats a la seva mare, qui els conservà a Kirovograd en una mena de museu casolà fins que es va morir, a finals de 2011. Llavors, foren transferits al museu de la ciutat.

## Palmarès
Font:
- Campió de l'URSS de motocròs Juvenil en 175cc (1971)
- Campió de la RSSU de motocròs Juvenil
- Campió de la DOSAAF de motocròs
- Tercer al Campionat de l'URSS de motocròs Juvenil en 125cc (1969)
- Subcampió de l'URSS de motocròs absolut en 175cc (1972)
- Guanyador del Motocròs Internacional de Chișinău en 250cc

### Resultats al Campionat del Món
Font:
| Any  | Motocicleta | 250cc |
| ---- | ----------- | ----- |
| 1973 | ČZ          | 12è   |
| 1974 | ČZ          | 20è   |
| 1975 | KTM         | 8è    |